# Rechtspluralismus
Als Rechtspluralismus bezeichnet man das Nebeneinander zweier oder mehrerer Rechtssysteme oder Rechtstraditionen innerhalb eines sozialen Felds.
Der Rechtspluralismus unterscheidet sich von der vergleichenden Rechtswissenschaft insbesondere dadurch, dass er sich auf nicht notwendig normierte, aber gleichwohl verbindliche Verhaltensregeln in einer Gesellschaft konzentriert, während die vergleichende Rechtswissenschaft sich mit einem internationalen Vergleich des positiven Rechts beschäftigt.
Typische Fälle von Rechtspluralismus finden sich insbesondere in Staaten, in denen religiöse Normsysteme eine starke Rolle spielen. Zum Beispiel wurde eine „Parallelsouveränität“ zwischen den vormodernen Staaten und der katholischen Kirche wurde in Europa im späten Mittelalter und frühen Neuzeit akzeptiert, so dass sie als die DNA der westlichen Kultur betrachtet werden kann. Auch wenn diese Autoritäten manchmal in Konflikt standen, unterwarfen sich Kirche und Staat in normalen Zeiten gegenseitig so sehr, dass man von einem „gemeinsamen Rechtspluralismus“ sprechen kann. Spanische Theologen-Juristen des 16. und 17. Jahrhunderts, wie Domingo de Soto oder Tomás de Mercado, förderten auf diese Weise die Wechselwirkungen zwischen staatlichem und kirchlichem Recht. Letztere betrachtete die Beichtväter, Richter des Gewissens des Gläubigen, als echte Agenten der staatlichen Rechtsdurchsetzung. Andere Beispielen sind die Staaten, wo die Scharia durchgesetzt ist.
Die Rechtspluralismus kann auch in (ehemaligen) Kolonien festgestellt werden, in denen das durch die Kolonialmacht eingeführte Recht traditionelle Normsysteme nie richtig verdrängt hat. Rechtsanthropologen machen deswegen darauf aufmerksam, dass zum Beispiel in postkolonialen afrikanischen Staaten das staatliche Recht nur begrenzte Reichweite hat, weil es – auf europäischen Rechtstraditionen wie dem englischen Common Law basierend – eine mangelnde Passung mit gängigen Lebensvorstellungen und soziokulturellen Gesellschaftsstrukturen aufweist. Große Teile der Bevölkerung suchen dort eher neotraditionelle Rechtsinstitutionen zur Lösung ihrer Konflikte oder Rechtsstreits auf, wobei sich aus der Konkurrenz auch lokale Formen gegenseitiger Kontrolle zwischen staatlichen und informellen Rechtsinstitutionen ergeben. Bekannt sind auch das Nebeneinander von Common Law und Civil Law im Privatrecht der kanadischen Provinz Québec und im US-amerikanischen Bundesstaat Louisiana, die auf Französisch als Bijuridisme oder auf Englisch als Bijurialism bezeichnet werden.
In neuerer Zeit wird auch im Zusammenhang mit der Globalisierung das Nebeneinander von staatlichen Rechtsordnungen und neuartigen internationalen oder transnationalen Rechtsregimes wie der Lex mercatoria von einer Art Rechtspluralismus ausgegangen.
Unterschieden wird ein starker Rechtspluralismus, bei dem die nebeneinander existierenden Rechtssysteme keine staatliche Anerkennung genießen müssen, sondern rein soziale Phänomene sein können. Daneben bezeichnet der schwache Rechtspluralismus die Koexistenz staatlich anerkannter – oder universalistischen Normen entsprechender – Rechtssysteme.
Die Theorie des Rechtspluralismus wird auf den Rechtssoziologen Eugen Ehrlich zurückgeführt, der sich mit dem „lebenden Recht“ der Bukowina, einer Art ländlichem Gewohnheitsrecht innerhalb Österreich-Ungarns, beschäftigt hat. Weiterentwickelt wurde sie von dem Rechtsethnologen Leopold Pospisil und von Gunther Teubner.